# Пиленко, Георгий Васильевич
Георгий Васильевич Пиленко (30 марта (11 апреля) 1817— 14 (26) сентября 1884) — российский генерал-лейтенант, комендант Динабургской крепости.

## Биография
Из дворян Полтавской губернии.
По окончании в 1834 году Первого кадетского корпуса был произведён 7 февраля 1834 года в чин прапорщика с зачислением в 3-ю роту 11-й артиллерийской бригады. 17 мая того же года был переведён из 7-й легкой батареи 9-й артиллерийской бригады в 6-й подвижной артиллерийский парк. 30 ноября 1837 года был произведён в чин подпоручика.
4 марта 1849 года был за отличие произведён в чин капитана и 2 июня назначен командующим 6-й лёгкой батареи 9-й артиллерийской бригады, в составе которой отличился во время Венгерского похода.
9-10 сентября 1852 года Георгий Васильевич получил два Высочайших благоволения за смотры, манёвры и учения в Высочайшем присутствии.
Во время Крымской войны капитан Пиленко участвовал во взятии крепости Силистрия, за что был произведён 19 ноября 1854 года в чин подполковника. 3 октября следующего года утверждён командиром 9-й (бывшей 6-й) лёгкой батареи 9-й артиллерийской бригады. 10 апреля был назначен и 8 мая 1856 года вступил в должность заведующего Передового артиллерийского депо бывшей Крымской армии. 17 октября того же года переведён в 5-ю батарейную батарею 12-й артиллерийской бригады.
15 августа 1857 года назначен командиром 11-го подвижного артиллерийского парка. 16 октября 1863 года назначен командиром 6-й (с 4 ноября без номера) облегчённой батареи 15-й артиллерийской бригады и 9 февраля 1864 года вступил в командование. 22 августа 1864 года произведён в чин полковника и награждён единовременно 564 руб. 13 мая 1865 года назначен командиром Киевской крепостной артиллерии. 5 декабря 1872 года Пиленко был пожалован бриллиантовый перстень с вензелевым изображением имени Его Величества и на следующий день он был произведён в чин генерал-майора.
Во время русско-турецкой войны Георгий Васильевич был командирован в Бухарест для заведования артиллерийской частью в тылу Действующей армии. 12 октября 1877 года утверждён в должности с оставлением в прежней должности. 
25 ноября 1878 года отчислен от должностей с зачислением по полевой пешей артиллерии. 18 февраля 1879 года назначен помощником начальника артиллерии Киевского военного округа. 16 января 1882 года назначен комендантом Динабургской крепости с зачислением по полевой пешей артиллерии. 20 февраля 1882 года прибыл в Динабург и вступил в должность. 15 мая 1883 года произведён в чин генерал-лейтенанта.
Умер 14 (26) сентября на посту коменданта Динабургской крепости и 17 (29) сентября был погребён рядом с крепостным собором Рождества Христова.

## Награды
Российские:
- Орден Св. Владимира 4-й ст. с бантом (8 августа 1849) — за отличие 9 июня в сражении при селении Переде на реке Ваахе;
- Орден Св. Анны 3-й ст. с бантом (10 августа 1849) — за отличие в сражении при селе Ачь 20 июня и крепости Комарно 29 июня;
- Орден Св. Анны 2-й ст. (3 ноября 1849, императорская корона к ордену 27 июня 1867) — за отличие в сражении близ крепости Темишвар;
- Орден Св. Станислава 2-й ст. с императорской короной (11 ноября 1860);
- Орден Св. Владимира 3-й ст. (10 октября 1869);
- Орден Св. Станислава 1-й ст. (10 мая 1878);
- Орден Св. Анны 1-й ст. (7 августа 1879) — за особые труды во время войны;
- Серебряная медаль «За усмирение Венгрии и Трансильвании в 1849 году»;
- Бронзовая медаль «В память Восточной войны 1853—1856 годов»;
- Знак отличия беспорочной службы за XL лет (22 августа 1876).

Иностранные:
- Австрийский орден Железной короны 3-й ст. (10 июня 1849) — за отличие 9 июня в сражении при селении Переде на реке Ваахе.

## Семья
Был женат на дочери прусского подданного девице Люции Карловне Манцель. У них было четверо детей — сыновья Георгий (род. 20 июня 1855 года) и Дмитрий (род. 10 сентября 1861 года), а также дочери Александра (род. 9 февраля 1849 года) и Екатерина (род. 22 ноября 1850 года). Оба сына получили образование во 2-м военном Константиновском училище, стали офицерами. 
Георгий Георгиевич Пиленко в чине подпоручика в рядах 129-го Бессарабского пехотного полка участвовал в Русско-турецкой войне 1877—1878 годов; 30 октября 1877 года за отличие в сражении с турками в августе при Аблаве был награждён орденом Св. Георгия 4-й степени. 25 июня 1889 года был переведён в Роту дворцовых гренадер, откуда уволен за болезнью полковником 27 июля 1911 года с мундиром и пенсией; был женат с   13 ноября 1885 года на дочери майора Аспазии Ивановне Голышкиной — их дети: Георгий, Нина, Ксения, Ольга.
Дмитрий Георгиевич Пиленко в 1882—1885 годах служил подпоручиком в 97-м Лифляндском пехотном полку, расквартированном в Динабурге, после чего перевёлся в артиллерию.

## Память

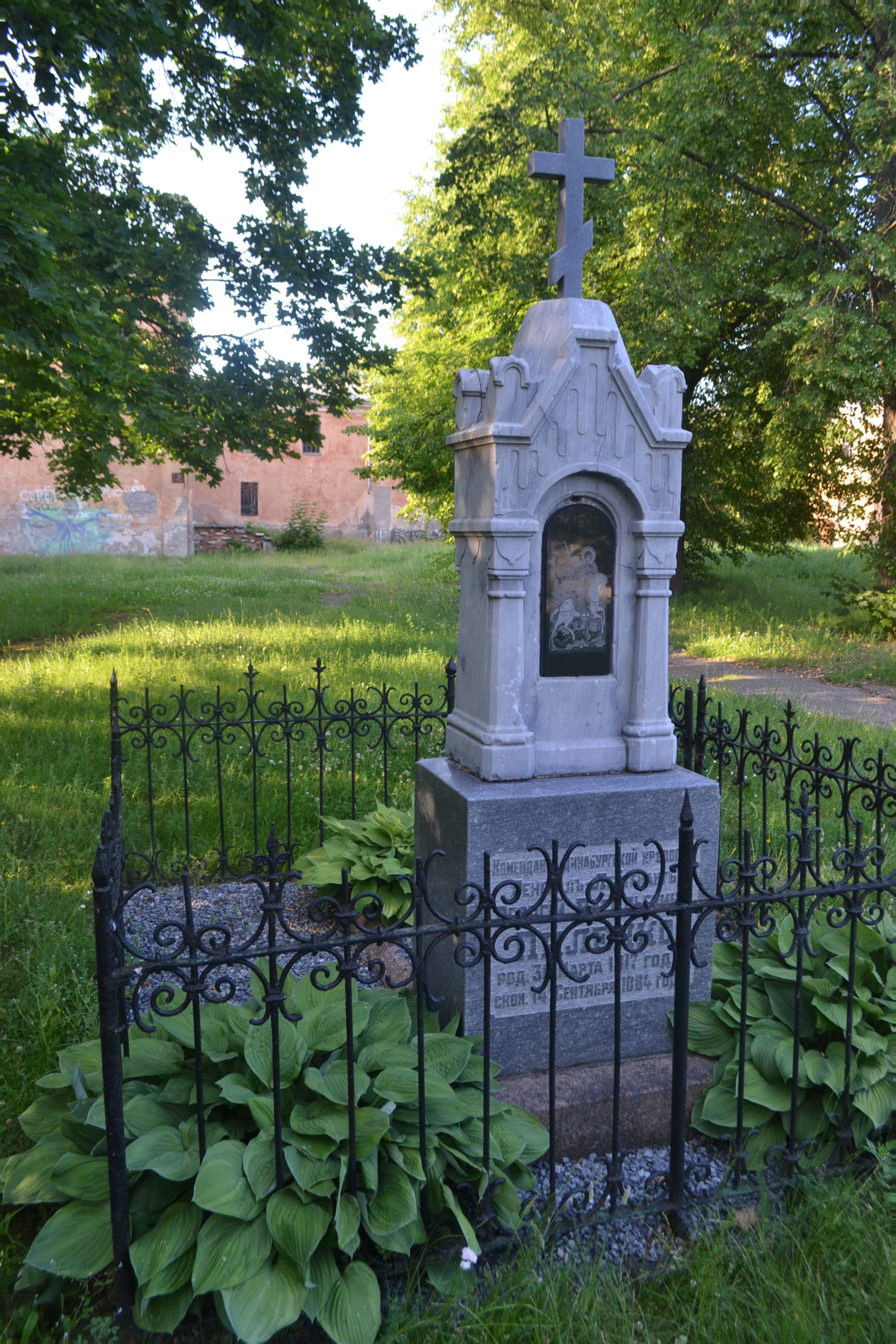
Могила Г. В. Пиленко

Могила коменданта сохранилась до наших дней, регулярно отмечается день рождения и день смерти, единственный из комендантов погребён в стенах своей крепости. Летом 2014 года, в преддверии 130-летия со дня смерти, проведены восстановительные работы на могиле — возобновлён крест, поставлена икона Георгия Победоносца, малый крест, укреплена ограда могилы.